# 大竹壱青
大竹 壱青（おおたけ いっせい、1995年12月3日 - ）は、日本の男子バレーボール選手である。

## 来歴
神奈川県横浜市出身。実父は全日本で活躍した大竹秀之、姉は同じく元全日本の大竹里歩というバレーボール一家に生まれた。父の影響を受けて小学3年生の頃からバレーボールを始める。東亜学園在学中は、インターハイや春高バレーで活躍し、2014年4月に関東大学1部リーグの中央大学に進学。
2014年6月、東京オリンピックの強化指定選手である「Team CORE」のメンバーに選出された。同年12月に行われた全日本インカレでは、同大学18年ぶりの優勝に貢献し、自らもスパイク賞に輝いた。
2015年4月、全日本代表メンバーに初招集された。
2017年2月にはイタリアのセリエA2所属のトゥスカーニアに練習生として1か月の短期留学を行っている。同年も全日本代表メンバーに招集され、バレーボール・ワールドリーグポプラート大会でシニア国際大会デビューを果たす。
同年のユニバーシアード代表候補メンバーで出場した東アジア地区バレーボール選手権大会で優勝し、自身もMVPに耀いた。
2017年9月、ドイツ・ブンデスリーガのユナイテッドバレーズ・ラインマインに短期留学すると発表された。
2017年12月、パナソニックパンサーズは大竹の入部内定を発表した。
2018年にイタリアとブルガリア共同開催のバレーボール男子世界選手権に出場した。
2022年、AVCカップでベストオポジット賞を受賞した。
しかし、2022-23シーズンのV1男子では、20歳の西山大翔の台頭もあり、出場機会が大きく減少した。
2023年、出場機会を求め韓国Vリーグ所属クラブを対象に行われる「2023KOVO男子アジア枠トライアウト」に参加し、4月27日、その最終ドラフトで、ソウル・ウリィカード・ウリィWONに指名された。6月30日をもってパナソニックパンサーズを退団し、ウリィカードに移籍した。韓国では主にミドルブロッカーとしてプレーした。
2024年、東京グレートベアーズとの契約が発表された。韓国から引き続きミドルブロッカー登録となった。

## 球歴
- 日本代表 - 2015年-
  - 世界選手権 - 2018年
  - ネーションズリーグ - 2018年、2019年、2021年
  - アジア選手権 - 2017年、2021年
  - AVCカップ - 2016年、2022年
  - ワールドカップ - 2019年
  - ワールドグランドチャンピオンズカップ - 2017年
  - バレーボール・ワールドリーグ - 2017年

## 所属クラブ
- サレジオ中学
- 東亜学園（2011-2014年）
- 中央大学（2014-2018年）
  -  トゥスカーニア（練習生、2017年）
  -  ユナイテッドバレーズ・ラインマイン（ドイツ語版）（2017-2018年）
- パナソニックパンサーズ（2018-2023年）
- ソウル・ウリィカード・ウリィWON（2023-2024年）
- 東京グレートベアーズ（2024年-）

## 受賞歴
- 2014年 - 全日本インカレ スパイク賞
- 2017年 - 東アジア地区バレーボール選手権大会 MVP
- 2022年 - AVCカップ - ベストオポジット賞

## 人物
- ももいろクローバーZの熱狂的ファン（モノノフ）である。
- たこやきレインボーのファン（虹家族）になったことを自身のTwitterアカウントで宣言した。
- 韓国での背番号29は、父とともにNECブルーロケッツでプレーしたオロフ・ファンダールミューレンが由来[20]。